# Parvocythere dimorpha
Parvocythere dimorpha is een mosselkreeftjessoort uit de familie van de Parvocytheridae. De wetenschappelijke naam van de soort is voor het eerst geldig gepubliceerd in 1974 door Hartmann.